# Batalla d'Es Sinn
La batalla d'Es Sinn va ser un enfrontament de les tropes l'Imperi Otomà contra les tropes de l'Imperi Britànic que va tenir lloc al 28 de setembre de 1915, durant la Campanya de Mesopotàmia de la Primera Guerra Mundial.
Els bel·ligerants van lluitar per a determinar el control del curs inferior dels rius Tigris i Eufrates, on actualment pertany a Iraq. Els governs de la Gran Bretanya i l'Índia també ho van veure com una prova de les forces otomanes, per si era possible un nou avanç per a capturar Bagdad.
Les forces angloíndies de l'Indian Expeditionary Force D (IEF D) estaven sota el comandament del Major-General Charles Vere Ferrers Townshend, i les forces otomanes pel coronel Nureddin İbrahim Paşa.
L'enfrontament va tenir lloc just al sud de la ciutat de Kut al-Amara, al llarg de la riba del riu Tigris. Després d'una marxa nocturna, les tropes índies i britàniques van derrotar les forces otomanes situades en les seves posicions defensives al llarg del Tigris. La captura de la posició d'Es Sinn va permetre la captura de Kut al-Amara, i amb ella el control del curs inferior dels rius Tigris i Eufrates per les forces britàniques l'endemà.

## Antecedents
Després de consolidar el seu control sobre el vilayet de Bàssora, es va iniciar un debat sobre què fer amb l' IEF D. Encara que al principi només es va concebre una campanya limitada per assegurar l'oleoducte d'Abadan, l'èxit de les tropes britàniques i de l'Índia a finals de 1914 i principis de 1915 va fer que els planificadors tornessin a avaluar la missió.

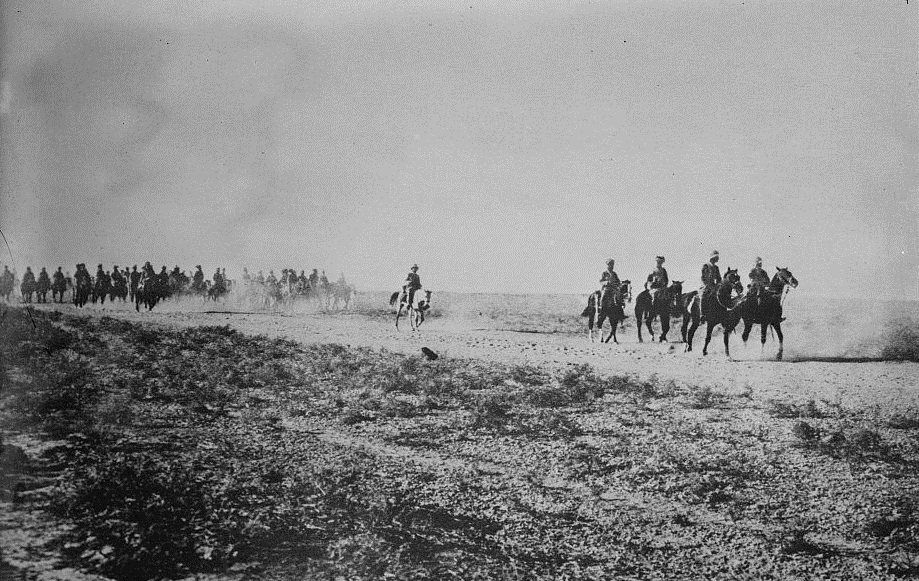
Cavalleria Índia avançant pel desert de Mesopotàmia, prop del riu Tigris

El govern britànic en Londres volia mantenir la campanya a un mínim absolut. La seva principal preocupació era la defensa de Bàssora i el Xatt al-Arab. Volien mantenir les tropes destinades a la zona per a garantir que el proveïment de petroli d'Abadan, necessari per a alimentar a la Royal Navy, no s'interrompés. El virrei i governador de l'Índia en Simla va veure el problema d'una altra manera; va veure l'oportunitat de demostrar que l'Imperi Britànic era encara preeminent en la regió, tot i el punt mort al front occidental i el deteriorament de la situació en Gallipoli. La millor manera de garantir la seguretat de l'Índia, així com el subministrament de petroli d'Abadan, era avançar almenys fins al canal Gharraf, el canal que connecta el riu Tigris i Eufrates, ideal per a capturar Bagdad.
Des de la perspectiva dels oficials de l'Exèrcit de l'Índia sobre el terreny en Bàssora, era el moment d'atacar. Els seus informes d'intel·ligència van mostrar que les úniques tropes que bloquejaven el seu avanç riu amunt eren les restes malmeses i desmoralitzades de les dues divisions que l' IEF D havia derrotat en les batalles d'Al-Qurnah i Shaiba. D'altra banda, era poc probable que les tropes otomanes rebessin suport de les poblacions locals. Els soldats en les divisions otomanes eren reclutes que poques vegades cobraven i en general estaven insuficientment subministrats. Els reclutes de les províncies d'Anatòlia eren mirats com ocupants, mentre que els reclutes de les províncies kurdes i àrabs eren propensos a ser més comprensiu amb els moviments nacionals àrabs o kurds que començaven a aparèixer.
Mentre que el Govern britànic va tractar de mantenir la campanya al mínim per conservar els recursos per al front occidental, el control sobre la campanya era exercit pel govern del virrei en Simla. L'alt comandament de l' IEF D va pressionar al govern de Simla perquè els ordenés avançar més cap al nord, ordre que havia de ser aprovada pel Secretari d'Estat per l'Índia en Londres. No obstant això, Austen Chamberlain, el Secretari d'Estat per a l'Índia, va advertir al govern de Simla que, si bé les seves accions serien aprovades, haurien d'aconseguir la victòria amb les forces que ja estaven en el teatre d'operacions. Ells no podien esperar reforços d'altres teatres de la guerra.

## El preludi de la batalla

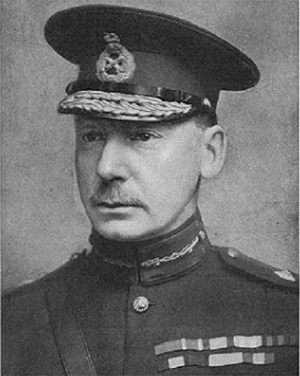
Major-General Charles V. F. Townshend, comandant de la 6th (Poona) Division en 1915

Amb l'aprovació assegurada de les autoritats superiors, el comandant de l' IEF D, el tinent general Sir John Nixon, i el seu principal comandant de camp, el major-general Townshend de la 6th (Poona) Division, van començar a armar un pla per a capturar Kut al-Amara.
En aquell moment, des del seu inici com una brigada reforçada que havia desembarcat per a protegir els interessos petroliers britànics, l' IEF D s'havia ampliat a una força d'aproximadament de dues divisions, la 6a (Poona) Divisió i la 12a Divisió de l'Índia. En total, l' IEF D estava formada per 6 brigades d'infanteria i una de cavalleria. Tot i que Nixon comandava l'equivalent a un cos d'infanteria, l'àrea de responsabilitat de l' IEF D va augmentar. A més de la zona al voltant de Bàssora, la IEF D també havia de controlar el nord al llarg del Tigris fins Ali al-Gharbi, i fins Nasiriyah al llarg de l'Eufrates. En absència de camins eficaços o qualsevol tipus d'una xarxa ferroviària, els viatges de llarga distància per la regió només es podien efectuar al llarg dels rius. Per a mantenir el control efectiu, la 12a Divisió de l'Índia es va dividir en destacaments per a protegir les línies de comunicació.
L'11 de setembre de 1915, Townshend va concentrar les seves forces en Ali al-Gharbi, al llarg del riu Tigris. Tenia a la seva disposició la 6a (Poona) Divisió, la 6a Brigada de Cavalleria de l'Índia, la 10th Royal Field Artillery Brigade, així com dos batallons de la 30a Brigada de l'Índia de la 12a Divisió de l'Índia. En total, la força de Townshend estava composta per 11.000 homes i 28 peces d'artilleria. Townshend va rebre el suport per a l'ofensiva d'una flota combinada Royal Navy / Royal Indian Marine (RN / RIM), sota el comandament del capità de corbeta Edgar C. Cookson, que operaria al llarg del Tigris durant l'avanç cap a Kut al-Amara; això va incloure els vaixells fluvials Shaitan, Comet, i Sumana, així com quatre barcasses tirades per cavalls i dues llanxes de motor. Cada vaixell anava armat amb un canó 12 de lliures (aproximadament 76,2 mm), mentre que les barcasses estaven equipades amb canons de 4,7 polzades. La força de Townshend va avançar al llarg del Tigris des d'Ali al-Gharbi. Sense cap mena de ferrocarril o transport motoritzat, van se totalment dependents del transport en animals o del transport fluvial. Tot i que va rebre la pressió de l'alt comandament per a avançar, a Nixon li van negar qualsevol cosa que alleugerís la situació logística de l' IEF D. No només Nixon no va rebre un suport logístic addicional, sinó que no va poder sol·licitar la devolució dels animals que el seu predecessor havia enviat de tornada a l'Índia i que eren necessaris per a transportar els subministraments de Townshend.

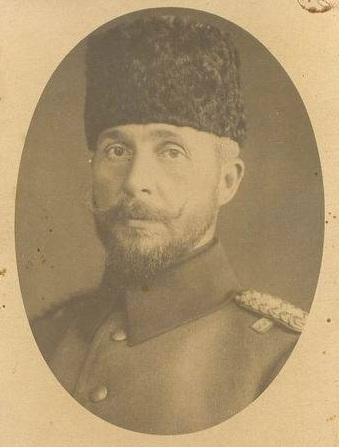
Coronel Nureddin İbrahim Paşa, comandant del 6è Exèrcit en 1915

Esperant a les forces angloíndies estava el 6è Exèrcit otomà. El 6è Exèrcit otomà es componia de les restes de les divisions 35a i 38a. Malgrat els reforços promesos, no hi havia la garantia que arribarien en curt termini a causa de la manca d'una xarxa ferroviària eficaç. D'altra banda, amb la batalla de Gal·lípoli acostant-se al seu clímax, els recursos otomans es van concentrar allà, i també per a defensar-se de l'ofensiva a les muntanyes del Caucas de la Rússia Imperial.
A més, les divisions 35a i 38a van patir un canvi en el comandament. L'anterior comandant del Comandament d'Àrea d'Iraq, el coronel Süleyman Askeri Bey, després de les derrotes de la batalla d'Al-Qurnah i de la batalla de Shaiba, es va suïcidar mentre es recuperava de les ferides. El seu successor va ser el coronel Nureddin İbrahim Paşa, un veterà de les guerres dels Balcans, que va rebre l'ordre d'Enver Paşa de defensar cada pam de la vilayet de Bagdad i de recuperar Bàssora. Malgrat aquestes ordres, els recursos de Nureddin eren limitats. Sobre el paper, una divisió otomana estava formada per entre trenta i quaranta mil homes, no obstant això, era estrany que una divisió otomana tingués alguna vegada aquests efectius. De mitjana, les divisions otomanes van poder reunir uns 17.500 homes. La força disponible del 6è Exèrcit per a la defensa contra l' IEF D era d'uns 10.000 homes i 32 peces d'artilleria. Aquesta força es componia principalment de reclutes àrabs no fiables.
Nureddin va triar Es Sinn per a establir les seves defenses, un meandre del Tigris al sud de Kut al-Amara. Al nord o el banc esquerre, va fer cavar a les tropes de la 38a Divisió una sèrie de dues xarxes de trinxeres. Totes dues estaven a la riba del riu Tigris; una es va estendre cap al pantà de Suwada i l'altre va acabar en el pantà d'Ataba. Suwada i Ataba es van considerar pantans intransitables; la seva grandària, fins i tot en els mesos secs del final de l'estiu i principis de tardor, va fer pensar que eren barreres efectives contra qualsevol maniobra envoltant gran escala. Al sud del Tigris, Nureddin va construir una altra sèrie de trinxeres, que es van estendre des del riu fins a un reducte fort. Tot i que les línies de trinxeres del sud no estaven prop d'obstacles infranquejables, la posició tenia en alguns llocs l'únic terreny elevat de la zona que li donaven un excel·lent camp de tir. La força de reserva de Nureddin es va conservar a 8 km riu amunt; un pont flotant li permetia canviar ràpidament les forces de riba, però havia de fer una marxa de 8 km si les volia utilitzar per a lluitar.

## Batalla
El 27 de setembre de 1915, les forces de Townshend es van acostar a les posicions otomanes al Es Sinn. Durant els dies anteriors, els reconeixements aeris i de cavalleria van explorar la zona i situar les defenses otomanes camuflades el millor que van poder. Els exploradors havien descobert que l'àrea entre els pantans d'Ataba i Suwaikiya, al nord de les línies otomanes, podia avançar una gran formació. En lloc d'atacar el capdavant de la posició, Townshend va optar per un complicat pla per a envoltar a les forces del Nureddin.

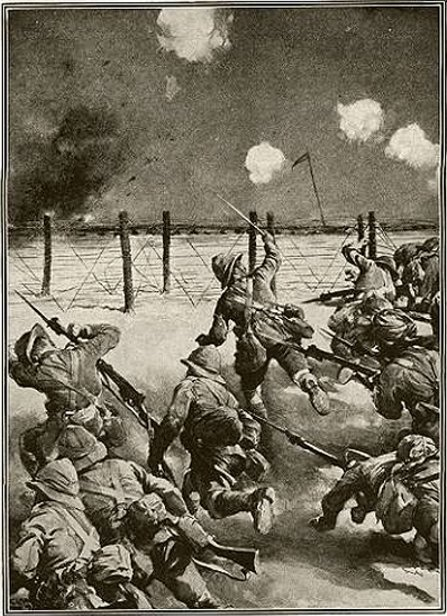
Il·lustració en una revista popular de guerra que representa una visió idealitzada de l'atac dels Dorset contra el flanc esquerre de les trinxeres otomanes el 28 de setembre de 1915.

A la riba dreta del riu, Townshend va desplegar els dos batallons de la 30a Brigada per a una demostració. El desplaçament de la major part de les seves forces ho va fer a través de la riba esquerra del Tigris, que després les va dividir en tres grups:
- Dues columnes van marxar al voltant dels pantans per a atacar les posicions otomanes des de la part posterior:
  - La Columna A, integrada pels 2n (Dorset) Regiment, 117è Mahrattas, i una companyia de sapadors, sota el comandament del general de brigada Delamain, tenia la missió d'aclarir les posicions otomanes entre els pantans Ataba i Suwada.
  - La Columna B, formada per la 17a (Ahmednagar) Brigada amb el 20è Punjabis i el 104è Wellesley's Rifles, sota el comandament del general de brigada Hoghton, tenia assignada l'atac a la línia de trinxeres posterior de les posicions otomanes.
- El tercer element, la 18a (Belgaum) Brigada sota el comandament del general de brigada Fry, faria una demostració al llarg de la part davantera otomana, fixant als defensors en la posició.

El general de brigada Delamain supervisaria l'maniobra de flanqueig. La brigada de cavalleria faria un cercle al voltant dels otomans i va anticipar una retirada a la banda esquerra del riu. Tanmateix, tot això dependria de l'execució d'una marxa nocturna de les forces angloíndies a través del desert i al voltant dels pantans.
Tot el pla gairebé va fracassar abans que comencés. En caure la tarda del 27 de setembre de 1915, dos sipais i un havildar van desertar de la Divisió Poona. Es van dirigir cap a la posició otomana, portant amb ells tot el pla. No obstant això, Nureddin es va negar a creure que els britànics prendrien aquest risc. En lloc d'això, va seguir convençut que qualsevol atac seria lliurat per terra, prop de la riba del riu.
L'atac va començar a les 2.00 h del 28 de setembre de 1915. Les dues columnes van avançar en la foscor de la nit tractant d'arribar a les seves destinacions a temps per a ser recolzades per un bombardeig a la matinada. No obstant això, les coses van anar malament. La columna de Houghton es va perdre i va entrar al pantà de Suwaikiya. Els intents de Delamain per advertir-los van fracassar i la columna B va trigar una hora per a tornant sobre els seus passos abans de tornar a la ruta correcta. La columna A de Delamain va assolir la seva posició a temps, però després va haver d'esperar, amb l'esperança que la força de Houghton pogués arribar al seu punt d'atac aviat.
Per al voltant de les 8.45 h, gairebé tres hores després de l'hora d'inici de l'atac, Delamain encara no sabia si Houghton estava a prop per a poder començar la neteja dels pantans. En lloc d'esperar per més temps, va ordenar a la seva columna atacar les posicions otomanes. No obstant això, sense el suport de Houghton, la força de Delamain havia d'atacar més posicions otomanes de les estava previst. Va atacar l'extrem nord de les defenses otomanes; el 117è Maharattas i la 22a Companyia de Sapadors i Minadors de Bombai van patir moltes baixes. El Maharattas va perdre tots els seus oficials britànics, deixant el batalló sota el comandament dels VCO. A mesura que el Maharattas i sapadors van atacar l'extrem nord de la línia, el 2n (Dorset) Regiment va colpejar al centre i l'extrem sud de la línia, trobant una forta resistència.
Desconeixent l'atac de Delamain, la columna de Houghton es va enfrontar amb un reducte otomana prop del pantà que no havia estat descobert. Quan la columna de Houghton va arribar finalment a la batalla, immediatament els seus batallons van donar suport als atacs contra els reductes. Amb poc temps, tota la xarxa de trinxeres i reductes es van netejar a punta de baioneta.

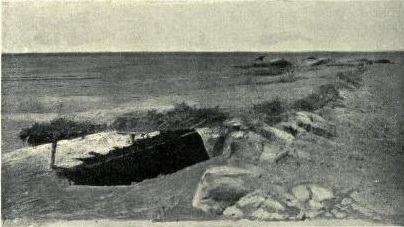
Fotografia de les trinxeres cobertes otomanes, que formaven part de la xarxa defensiva d'Es Sinn al llarg del riu Tigris, 1915

El general de brigada Fry, al rebre la notícia de l'èxit al llarg del conjunt de les defenses otomanes del nord, va intentar convertir la seva finta en un assalt complet a les posicions otomanes entre el riu i el pantà de Suwada. No obstant això, els defensors otomans van posar una forta resistència, i l'atac de la 18a Brigada va quedar empantanegat. Tot i que el foc se dels vaixells de guerra al llarg del riu, les forces de Fry no van poder trencar les defenses otomanes. Fry va enviar un missatge sol·licitant ajuda a Delamain. Tot i que encara estaven participant en la neteja de les posicions otomanes del nord, va dirigir les seves forces cap al sud, tractant de dur-les a donar suport a la brigada de Fry. Com Delamain va començar aquesta maniobra, els reforços de Nureddin van començar a arribar des de la seva posició de riu amunt. Quatre batallons d'infanteria otomana, recolzades per dues brigades de cavalleria i artilleria, avançaven ràpidament per a intentar recuperar les línies otomanes. Els elements de les columnes A i B, ambdues sota control de Delamain en aquell moment, van veure a les primeres unitats otomanes i van obrir foc. Després d'haver detingut l'avanç otomà, Delamain va ordenar una càrrega amb baioneta que va obligar les forces de reserva otomanes a retirar-se. No obstant això, en tractar de reserves, Delamain no podia prescindir de tropes per a ajudar l'atac de Fry, i es va quedar encallat al davant de les trinxeres otomanes.
Una vegada que va començar l'operació, Townshend es va quedar essencialment sense feina. Les úniques unitats d'infanteria no compromeses van ser els dos batallons de la 30a Brigada, que tenien la missió de fer una finta a les forces otomanes a la riba dreta del riu. La seva cavalleria es va posicionar al llarg de les rutes d'una possible retirada otomana al llarg del riu Tigris. Les úniques unitats que encara estaven sota el seu control en aquell moment era la flotilla RN / RIM. Townshend la va ordenar avançar, esperant que serien capaços de capturar els vaixells fluvials otomans ancorats a Kut al-Amara sense rebre el suport. El capità de corbeta Cookson va acceptar l'ordre. Va dur els seus vaixells armats riu amunt; les unitats RN / RIM van passar a través de les línies otomanes sota un foc pesat. No obstant això, just abans a'arribar a Kut al-Amara, van trobar el riu bloquejat per una combinació de vaixells fluvials enfonsades i cables d'acer. Detingut per l'obstrucció, les barcasses angloíndies van tractar d'obrir-se pas a través. El mateix Cookson, amb la major part de la seva tripulació ferida, va tractar de tallar els cables per a poder passar a través d'ells amb els seus vaixells, però va ser mort a trets en l'intent. Cookson va ser guardonat de forma póstuma amb la Creu Victòria pel seu intent.
Per al final del dia, les tropes britàniques i índies havien capturat la major part de la xarxa nord de trinxeres de la riba esquerra del Tigris. Amb les seves reserves rebutjades, Nureddin es va adonar que continuar per a tractar de mantenir la posició en Es Sinn donaria lloc a la destrucció de la 38a Divisió. Durant la nit, les restes de la 38a Divisió es van retirar de nou cap als quarters generals de Nureddin. En la riba dreta, la 35a Divisió va abandonar les seves posicions de la riba dreta. Tot i que la cavalleria de Townshend havia arribat a les seves posicions assignades, no van poder atacar a les forces otomanes en retirada. Els comandants no van poder fer més que seguir les forces otomanes batudes en Kut al-Amara. Més tard es va explicar que la càrrega contra la infanteria otomana els hauria obligar a deixar enrere el seu equip de cuina i el farratge per als seus cavalls. El primer era el problema més difícil perquè els regiments de la 6a Brigada de Cavalleria estaven compostos principalment de sikhs i hindús, i tots dos es negaven a menjar el menjar preparat usant olles agafades o confiscades de la població local, ja que les seves lleis dietètiques estaven en conflicte amb les de la població musulmana nativa.

## Conseqüències
Les forces de Townshend es van quedar al camp de batalla i el 6è Exèrcit de Nureddin es va retirar cap al nord de Kut al-Amara. L'exèrcit de Nureddin es va aturar a Ctesifont i va fer els preparatius per a una altra batalla contra la força angloíndia.
A mesura que els homes de Nureddin retrocedien riu amunt, les forces de Townshend van entrar a Kut al-Amara el 29 de setembre de 1915. El britànics van aturar l'avanç per diverses raons. En primer lloc, la força de Townshend havia complert la seva missió quan va ocupar Kut al-Amara; qualsevol avanç addicional requeriria el permís de Simla. En segon lloc, malgrat la logística de Townshend el suport mèdic van ser insuficient i van patir molts problemes amb el transport fluvial.

### Les insuficiències del suport mèdic
La Divisió de Poona havia calculat que tindrien un màxim de 6% de morts. A més dels cirurgians de cada batalló, hi havia les unitats d'ambulàncies de campanya assignades a cadascuna de les brigades. No obstant això, aquestes unitats no estaven destinades a funcionar com a hospitals, sinó a fer un triatge i estabilitzar els ferits abans d'enviar-los de nou a les unitats hospitalàries de campanya. La línia de comunicació de tropes va haver de donar els seus propis subministraments a les unitats mèdiques, que estaven saturades amb els morts.
En l'ofensiva de Townshend, només hi havia un vaixell fluvial equipat com un vaixell hospital. Amb les ambulàncies completes, molts dels ferits van ser col·locats en simples carros tirats per animals que feien la major part del transport per terra en aquest punt de la campanya. En alguns casos, els ferits van ser simplement col·locat sobre caixes de municions o de subministraments.

### Els problemes del transport fluvial
Els britànics també van tenir un problema cada vegada més gran amb el transport fluvial. L' IEF D, en absència de transport d'animals adequat, va haver de confiar en el tràfic fluvial gestionat per la flotilla RN / RIM. No obstant això, com els britànics estaven descobrint, el Tigris era un riu poc profund.
Durant els primers 10 mesos de la campanya, això no va ser un problema per dues raons. En primer lloc, la distància entre el front i la base en Bàssora de l' IEF D abans de la Batalla d'Es Sinn era més curta. El trànsit entre el front i la plataforma logística en Bàsora era ràpid. Després de la batalla, la Divisió de Poona estava a 180 km, i 290 per riu, des dels seus dipòsits de subministraments en Amara. Eren 610 km des de Bàssora. En segon lloc, el cabal del riu era inusual alt, de manera que el pas del trànsit fluvial va ser més fàcil. Per a la resta de l'any, i en 1916, el riu baixaria, excepte durant el desglaç de primavera, a nivells pel que va ser més difícil per a molts dels vaixells navegar el Tigris.

### Els efectes de la batalla
Nureddin va ser capaç de retirar les seves divisions colpejades. Malgrat que estaven en una posició defensiva, van patir fortes baixes. Amb la pausa en les operacions, Nureddin va ser capaç de reorganitzar el seu exèrcit. Els reforços enviats anteriorment finalment van començar a arribar al teatre d'operacions. Això, combinat amb la seva capacitat de retirar finalment altres unitats necessàries per a guarnir la vilayet de Bagdad, va permetre a Nureddin crear una força capaç de derrotar l' IEF D. Tot i que les seves tropes havien patit en el combat a camp obert, sobretot quan les seves reserves s'havien topat amb les tropes de Delamain mentre es movien riu amunt per a reforçar la 38a Divisió, es van mostrar eficaces en una defensa posicional. En Ctesifont, els otomans van construir una altra sèrie de trinxeres i reductes, i van esperar l'avanç britànic.
La victòria en Es Sinn va ser vista com una prova per Nixon que Bagdad podria caure fàcilment. Malgrat el fet que les seves dues divisions es van estirar des del punt de vista logístic, mèdic, i operatiu per avançar cap a Kut al-Amara, Nixon i el seu equip creien que les forces otomanes en la regió es trobaven a la vora del col·lapse. Townshend, però, més tard escriuria que ell era el que tenia més dubtes sobre un nou avanç. Un debat a tres bandes va esclatar entre Chamberlain a Londres, el Virrei i Comandant en Cap de l'Índia, i Nixon. El govern de l'Índia va argumentar per un avanç, a condició que el Govern de Londres tornés les dues divisions d'infanteria indi que estaven servint a França. L'oficial polític de l'expedició, sir Percy Cox era de l'opinió que la captura de Bagdad impulsaria la reputació de l'Imperi britànic en la regió. Nixon volia dirigir-se cap a Bagdad a qualsevol preu. Chamberlain es van oposar fortament a qualsevol nou avanç. Segons l'opinió de l'Oficina de l'Índia, tot i que Bagdad podria ser capturada, era poc probable que les forces de la regió i aquelles que podrien ser traslladades en un futur proper poguessin suportar una contraofensiva otomana.
Amb el temps, la qüestió no va ser decidida per l'Oficina de l'Índia o Simla. El primer ministre H. H. Asquith va intervenir, després d'haver plantejat la qüestió al cap de l'Estat Major Imperial i a l'Almirall de l'Estat Major de l'Armada de Guerra per al seu estudi. Després de considerar el problema, els caps dels serveis militars van emetre un informe al Gabinet de Guerra. Es va advertir que tot i que l' IEF D podria prevaler, Nixon només tenia 9.000 homes disponibles per al combat. Les estimacions d'intel·ligència van indicar que al voltant de 60.000 noves tropes otomanes arribarien a la regió al gener a tot tardar. Malgrat d'aquest informe, el govern d'Asquith va donar l'aprovació per a un avanç sobre Bagdad, preparant l'escenari per a la batalla de Ctesifont.